# هزاع علي هزاع
هزاع علي هزاع عتيق مبارك (ولد في 9 يونيو 1995 في الرفاع، البحرين) لاعب كرة قدم دولي بحريني يجيد اللعب في مركز المهاجم. يلعب حاليا لصالح الرفاع الذي ينافس في الدوري البحريني الممتاز منذ 2020.